# Victor Cauchemé
Victor Cauchemé (1845-1938) est un dessinateur compiégnois du XIXe siècle.

## Biographie
Victor Cauchemé est né le 15 juin 1845 à Lacroix-Saint-Ouen dans l'Oise. Son père, Louis-Joseph Cauchemé est cantonnier et sa mère est domestique. Doué en dessin il est remarqué rapidement par l'érudit compiégnois Albert de Roucy qui le fait engager en 1864 comme attaché au musée archéologique du palais de Compiègne. Ce musée archéologique accueille les trouvailles des fouilles commanditées par Napoléon III dans la forêt de Compiègne. Il s'agit principalement de mobilier funéraire de l'époque mérovingienne. Officiellement détaché par l'administration des musées, sa tâche est de classer et dessiner les collections du musée. En 1870, une partie de ses dessins sont versées au Musée d'archéologie Nationale où ils sont encore conservés aujourd'hui. L'autre partie des dessins est conservée au musée Antoine Vivenel de Compiègne, où ils ont été déposés par la Société Historique de Compiègne.
Victor Cauchemé démissionne en 1874 de l'administration des musées et devient l'assistant d'Auguste Laffolye, architecte du château de Compiègne. Dans ce cadre, il est chargé de restaurer et cataloguer les objets khmers de l'expédition du lieutenant Delaporte, destinés à être exposés au château. Il doit aussi inspecter les travaux de restauration de l'hôtel de ville. En 1876, il est nommé sous-inspecteur des bâtiments à l'agence du château de Compiègne. Il finira sa carrière inspecteur de 1re classe en 1908.
Pendant ce temps, Victor Cauchemé est également professeur adjoint de dessin aux côtés de Félix Deligny entre 1881 et 1886. Il est décoré Officier d'Académie le 22 janvier 1898. Entre 1900 et 1912, à la suite du décès d'Albert de Roucy, il publie Description des fouilles archéologiques exécutées dans la forêt de Compiègne en quatre volumes. En 1906, il reçoit un brevet de décoration du prince de Bulgarie pour services rendus aux officiers de la mission étrangère au Château pendant les manœuvres.
Il meurt à Compiègne le 19 juillet 1938.

## Publications
- Description des fouilles archéologiques exécutées dans la forêt de Compiègne, 1900-1912.

### Notices bibliographiques
- Marie-Laure Le Brazidec, "Victor Cauchemé (1845 - 1938", Bulletin de la Société Historique de Compiègne, 2001, p. 305-309  (ISSN 0244-6111)
- Nicolas Personne, "Le musée gallo-romain de Napoléon III", Revue du Souvenir Napoléonien, janv.-mars 2014, p. 48-52  (ISSN 1270-1785)
- Françoise Vallet, Collections mérovingiennes de Napoléon III provenant de la région de Compiègne, 2008,  (ISBN 978-2-7118-5046-4)

### Documents
- Fonds Victor Cauchemé au Musée d'archéologie nationale (dessins et correspondance)

### Sources
1. 1 2 3  Marie-Laure Le Brazidec, « Victor Cauchemé (1845 - 1938) », Bulletin de la Société Historique de Compiègne,‎ 2001, p. 305-309 (ISSN 0244-6111)
2. 1 2  Vallet, Françoise, 19..-... conservateur de musée., Collections mérovingiennes de Napoléon III provenant de la région de Compiègne, Comité des travaux historiques et scientifiques, 2008 (ISBN 9782735506132, 2735506134 et 9782711850464, OCLC 471005366, lire en ligne)